# Olexandr Sydorenko

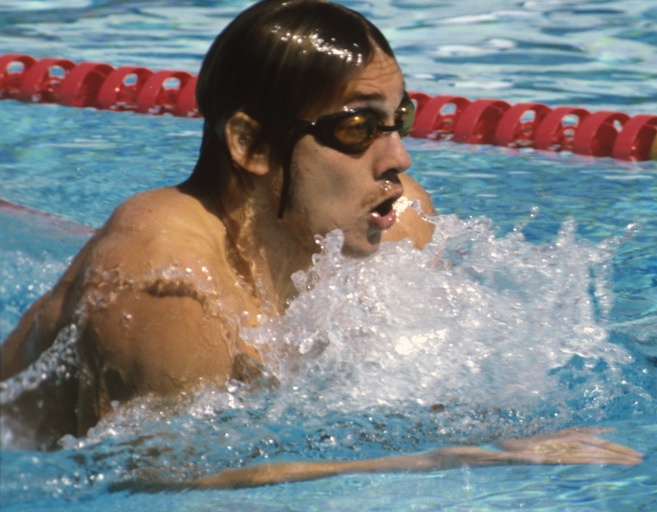
Sydorenko, 1980, Jogos Olímpicos

Olexandr Sydorenko (em ucraniano:  Олександр Олександрович Сидоренко; em russo:  Александр Александрович Сидоренко; Jdanov, 27 de maio de 1960 – Mariupol, 20 de fevereiro de 2022) foi um nadador ucraniano, ganhador de uma medalha de ouro em Jogos Olímpicos pela extinta União Soviética.
O único nadador ucraniano que venceu os campeonatos europeu, mundial e olímpico.
Cidadão honorário da cidade de Mariupol.
Ele venceu nos 400 metros medley nas Olimpíadas de Moscou 1980. Entre 1977 e 1986 ele se tornou o campeão da URSS vinte vezes. Em 1982 casou-se Elena Kruglova, medalhista de bronze nos Jogos de 1980.
Sydorenko foi recordista mundial dos 200 metros medley em 1978. Trabalhou como gerente da equipe de pólo aquático Ilitchovets.
Sydorenko morreu em 20 de fevereiro de 2022 em Mariupol, por complicações devido ao Covid-19.